# Physocliste
Les Physoclistes sont des poissons qui ne présentent pas de liaison entre la vessie gazeuse et l'œsophage contrairement au physostomes. L'addition et l'élimination des gaz de la vessie natatoire se produit à l'aide de structures spécialisées : la glande gazeuse et la partie ovale. L'échange gazeux se fait au moyen des vaisseaux sanguins via la glande gazeuse.
Le conduit pneumatique reliant l'intestin et la vessie gazeuse est présent chez les embryons de ces poissons, mais il disparait au cours du développement anatomique. Ces poissons sont les physoclistes ou autrement dit des Téléostéens évolués.
Certains poissons comme les anguilles sont anatomiquement physostomes, mais leurs vessies natatoires ont un fonctionnement similaire à celles de physoclistes .